# Zjeleznodorozjnyj
Zjeleznodorozjnyj (Russisch: Железнодорожный; Duits: Gerdauen) is een plaats in de Russische oblast Kaliningrad op drie kilometer afstand van de grens met Polen. In 2010 had Zjeleznodorozjnyj 2.767 inwoners.
De plaats lag tot het eind van de Tweede Wereldoorlog in het destijds Duitse Oost-Pruisen en was bekend onder de naam Gerdauen. De burcht Gerdauen werd rond 1300 door de Duitse Orde gesticht in een veel oudere nederzetting. De Duitse bevolking werd nade Tweede Wereldoorlog verdreven en in 1947 kreeg de plaats de huidige naam.

## Geschiedenis
Gerdauen is genoemd naar Girdaw, een van de inheemse edelen die zich met de Duitse Orde verbonden in de opstand van zijn stamgenoten, de Pruzzen. Rond 1300 werd een stenen burcht in plaats van de oude houten vesting opgericht. Uit geldgebrek moest de Orde in 1469 de burcht en het inmiddels daarbij ontstane stadje Gerdauen verpachten aan de adellijk geslacht Von Schlieben. In 1485 werden stad en burcht door Poolse troepen afgebrand. De wederopbouw werd onderbroken door stadsbranden in 1585 en 1665 en daarna bleef Gerdauen een zogenaamd ‘landstadje’ in het hertogdom, later koninkrijk Pruisen, en daarbinnen in de provincie Oost-Pruisen.
Pas in de jaren 70 van de 19de eeuw kwam enige industriële ontwikkeling op gang door de aansluiting op het spoorwegnet. In het begin van de Eerste Wereldoorlog drongen Russische troepen in september 1914 door tot Gerdauen als een van hun westelijkste voorposten. Zij werden al snel weer verdreven (Slag bij Tannenberg) maar brandden eerst een groot deel van de bebouwing af. In 1921 was de stad in moderne stijl heropgebouwd. Het inwonertal groeide door tot meer dan 5.000 aan de vooravond van de Tweede Wereldoorlog. In januari 1945 veroverden Sovjet-troepen dit centraal gelegen deel van Oost-Pruisen en daarna werd de provincie verdeeld door een rechte west-oostwaarts lopende lijn. De bevolking, voor zover niet gevlucht, werd verdreven, deels na een verblijf in sovjet-werkkampen. Zie Verdrijving van Duitsers na de Tweede Wereldoorlog.
Benoorden die nieuwe grens kwam Gerdauen met een nieuwe benaming te liggen, in de oblast Kaliningrad. Door verwaarlozing en onkunde vervielen de afwateringssystemen en ontstonden moerassen daar waar vòòr 1945 rijke landbouwgronden lagen. Het bevolkingsaantal halveerde.

## Een Nederlandse familie
Het landgoed Schakenhof behoorde tot 1945 tot het district (Landkreis) Gerdauen. In 1922 verwierf de uit Rotterdam afkomstige stoffenhandelaar Michiel Hoogedijk het Gut Schakenhof. Tussen 1922 en 1945 speelde het leven van hem en zijn gezin (vrouw met vijf dochters en twee zonen) zich daar af. Aan de hand van eigen onderzoek en brieven die door de ouders en hun zeven kinderen zijn uitgewisseld en bewaard, beschrijft Ingrid Hoogendijk de opbouw van het landgoed, de vlucht en het soms zeer trieste lot van de gezinsleden.